# اسپرینگفیلد (ماساچوست)
اسپرینگفیلد(به انگلیسی: Springfield) شهری در شهرستان همپدن ایالت ماساچوست می‌باشد که در سال ۱۶۳۶ بنیان‌گذاری شده‌است. این شهر در سرشماری سال ۲۰۱۰ میلادی، ۱۵۳٬۰۶۰ نفر جمعیت داشته‌است.